# Reiner Rummel
Reiner Rummel (Landshut, 3 de dezembro de 1945) é um geodesista astronômico e físico alemão. É professor da Universidade Técnica de Munique.

## Vida e trabalho
Reinhard Rummel estudou topografia na Technische Hochschule München e obteve um doutorado em 1974 na  Universidade Técnica de Darmstadt. Depois de dois anos como pesquisador na Universidade Estadual de Ohio foi de 1976 a 1978 wissenschaftlicher Mitarbeiter do Deutsches Geodätisches Forschungsinstitut. Em 1980 foi professor de geodésia física da Universidade Técnica de Delft. Em 1993 foi professor de geodésia astronômica e física da Universidade Técnica de Munique e dirigiu como sucessor de Rudolf Sigl o instituto de mesmo nome até 2009.
Rummel mora em Munique.

## Honrarias e condecorações
Em 1997 foi eleito membro ordinário da Academia de Ciências da Baviera. Em 2004 foi eleito membro da Academia Leopoldina.
Em 2005 recebeu um título de doutor honoris causa Universidade Técnica de Graz e da Universidade de Bonn.
Recebeu a Medalha Carl Friedrich Gauß de 2016.